# Nidula
Nidula es un género de hongos en la familia Agaricaceae. Sus cuerpos fructíferos se asemejan a pequeños nidos de ave con huevos, de donde deriva su nombre común "hongo nido de ave". Originalmente descrito en 1902, el género se diferencia de los géneros relacionados Cyathus y Crucibulum por la ausencia de un segmento que vincula los huevos a la cara interna de los cuerpos fructíferos. El ciclo vital de este género le permite reproducirse en forma sexual, mediante meiosis y asexual mediante esporas. Las especies en este género producen varios compuestos bioactivos, incluidos 4-(p-hidroxifenil)-2-butanona, un componente importante del sabor de frambuesa y un atrayente de insectos utilizado en pesticidas.

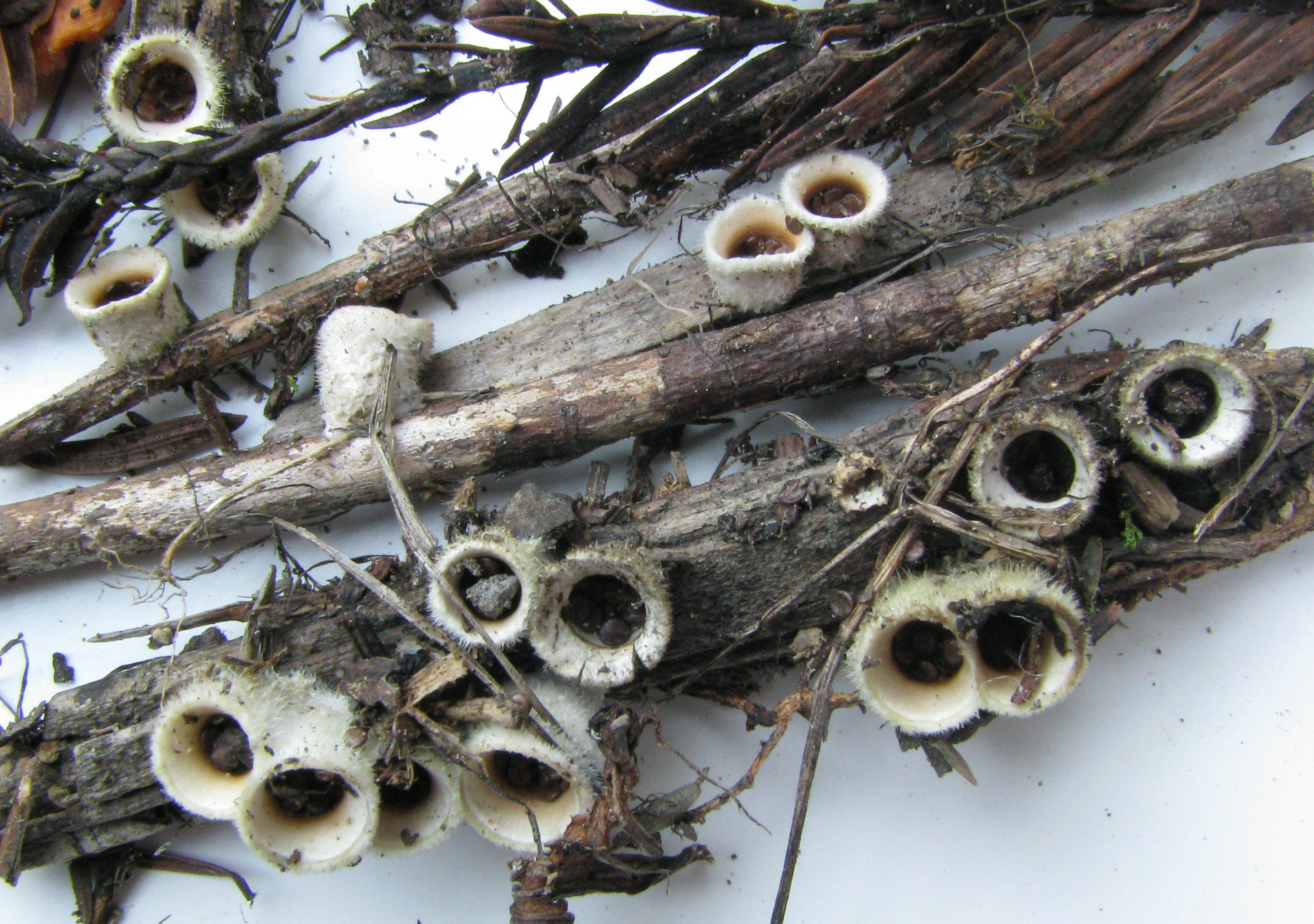
N. niveo-tomentosa